# Liste des rois vikings de Waterford
La ville  Waterford fut le siège d’un royaume viking fondé par une lignée cadette des Uí Ímair de Dublin, la cité est occupée par les rois de Leinster avant d’être conquise par les anglo-normands en 1170.

## Origine
Les Danois s’étaient déjà établis en 853 à l’emplacement de la future Waterford (en gaélique : Puirt Láirgi et en vieux-norrois : Veðrafjǫrðr/Vedrafjord) avant le règne d’un « roi Patrick » dont la mort est mentionnée par les chroniques irlandaises  en 893. Ils reprennent le contrôle de la région en même temps que de celle de Dublin au début du Xe siècle
Le dernier roi est tué par ses sujets vraisemblablement à l’instigation du roi des Uí Cheinnselaigh et futur roi de Leinster Diarmait mac Mail na mBo qui pille et brûle la ville la même année. On ne sait plus rien de Waterford intégrée  au Leinster jusqu’en mai 1170 date de la prise de la ville par les Anglo-normands sur deux rois nommés  Ragnvaldr et Smorth. C’est à  Waterford que Richard FitzGilbert de Clare épouse Aoife la fille et héritière de Diarmait MacMurrough

## Liste des rois vikings
- ???-914  : Bárid mac Oitir[2] ;
- 914-921 :  Ragnall Uí Ímair ;
- 921-926 : Gothfrith Uí Ímair ;
- 926-941 : Olaf Gothfrithson ;
- 941-969  : ?
- 969-1000 : Ivarr de Waterford [3]
- 1000-1018 : Ragnall mac Ímair,  son fils[4]
- 1018-1022 : Sihtric mac Ímair    son frère[5]
- 1022-1035 :  Ragnall mac Ragnaill   petit-fils d’Ivarr [6]
- 1035-1037 : Cuionmhai Ua Rabann  [7],[8]